# Federazione di pallamano della Croazia
La Federazione di pallamano della Croazia (in croato Hrvatski Rukometni Savez, HRS) è l'ente che governa la pallamano in Croazia.
Fu fondata nel 1992 ed è affiliata alla International Handball Federation e alla European Handball Federation.

La federazione assegna ogni anno il titolo di campione di Croazia e le coppe nazionali sia maschili sia femminili.

Controlla e organizza l'attività delle squadre nazionali.

La sede amministrativa della federazione è a Zagabria.

## Squadre nazionali
La federazione controlla e gestisce tutte le attività delle squadre nazionali croate.
- Nazionale di pallamano maschile della Croazia
- Nazionale di pallamano femminile della Croazia

## Competizioni per club
La federazione annualmente organizza e gestisce le principali competizioni per club del paese.
- Campionato croato di pallamano maschile
- Campionato croato di pallamano femminile
- Coppa di Croazia di pallamano maschile
- Coppa di Croazia di pallamano femminile
- Supercoppa di Croazia di pallamano maschile
- Supercoppa di Croazia di pallamano femminile